# CA Progreso
Club Atlético Progreso, zwany po prostu Progreso, jest urugwajskim klubem piłkarskim z siedzibą w mieście Montevideo.

## Osiągnięcia
- Mistrz Urugwaju (Primera División): 1989
- Mistrz drugiej ligi (Segunda Decisión) (3): 1945, 1979, 2006
- Mistrz trzeciej ligi (Tercera División) (6): 1938, 1939, 1956, 1963, 1975, 1978
- Torneo Competencia: 1985

## Historia
Klub został założony 30 kwietnia 1917. Dnia 24 września 1957 oddano do użytku stadion klubu Parque Abraham Paladino.  W 1989 Progreso zdobył pierwszy i jedyny jak dotąd tytuł mistrza Urugwaju. Ze względu na kalendarzowy konflikt z międzynarodowymi pucharami tego roku rozegrano tylko jedną rundę i aby sięgnąć po tytuł, Progreso musiał rozegrać tylko 13 meczów. W 2006 klub wrócił do pierwszej ligi i w sezonie 2006/2007 występuje w roli beniaminka.
Żółto-czerwone barwy klubu wywodzą się od barw dawnych mundurów hiszpańskich żołnierzy.